# Fischerova vila (Jilemnice)
Vila Jiřího Fischera je funkcionalistická budova v Jilemnici projektovaná architektem Václavem Kolátorem.

## Historie

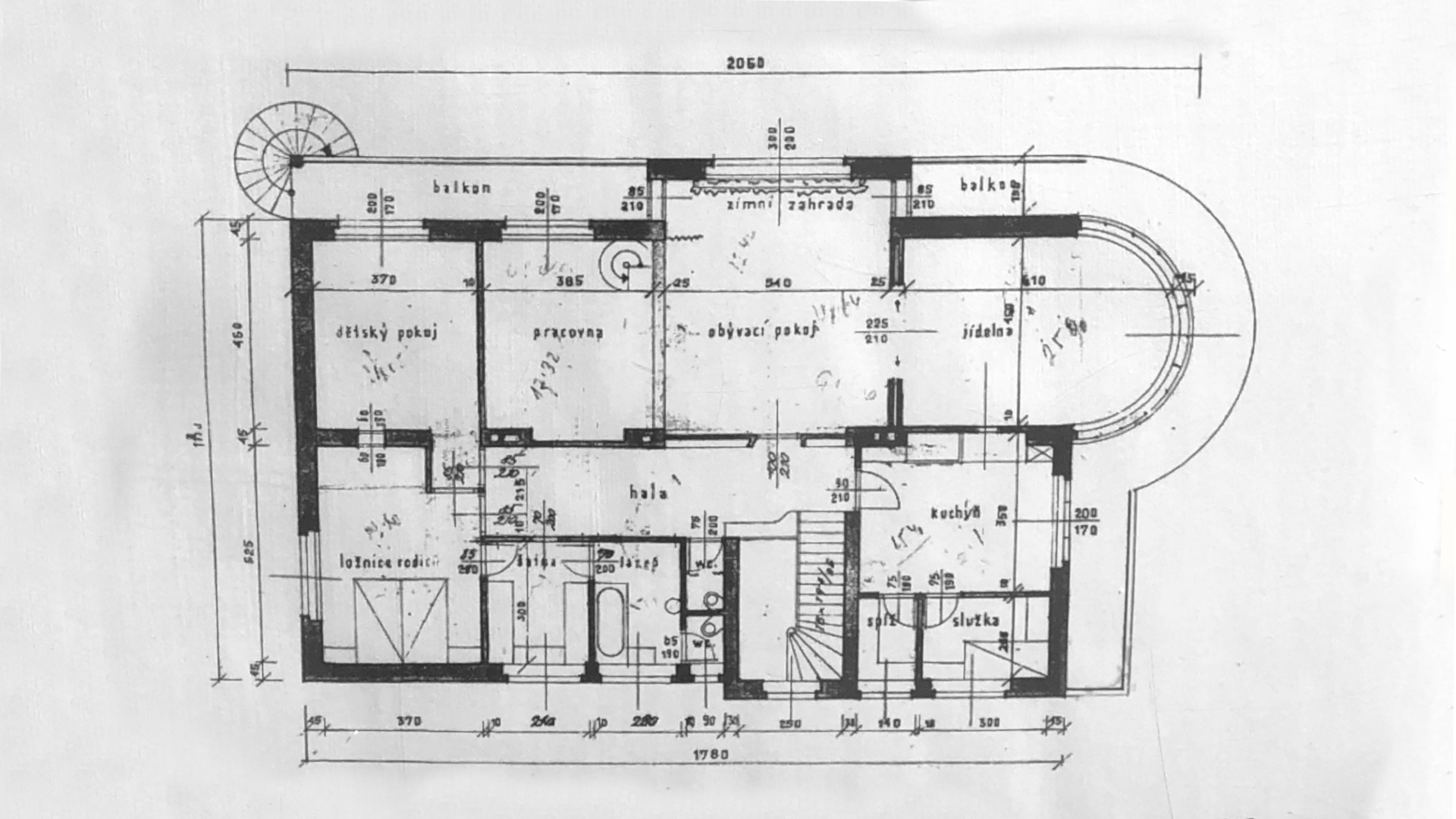
Půdorys Fischerovy vily

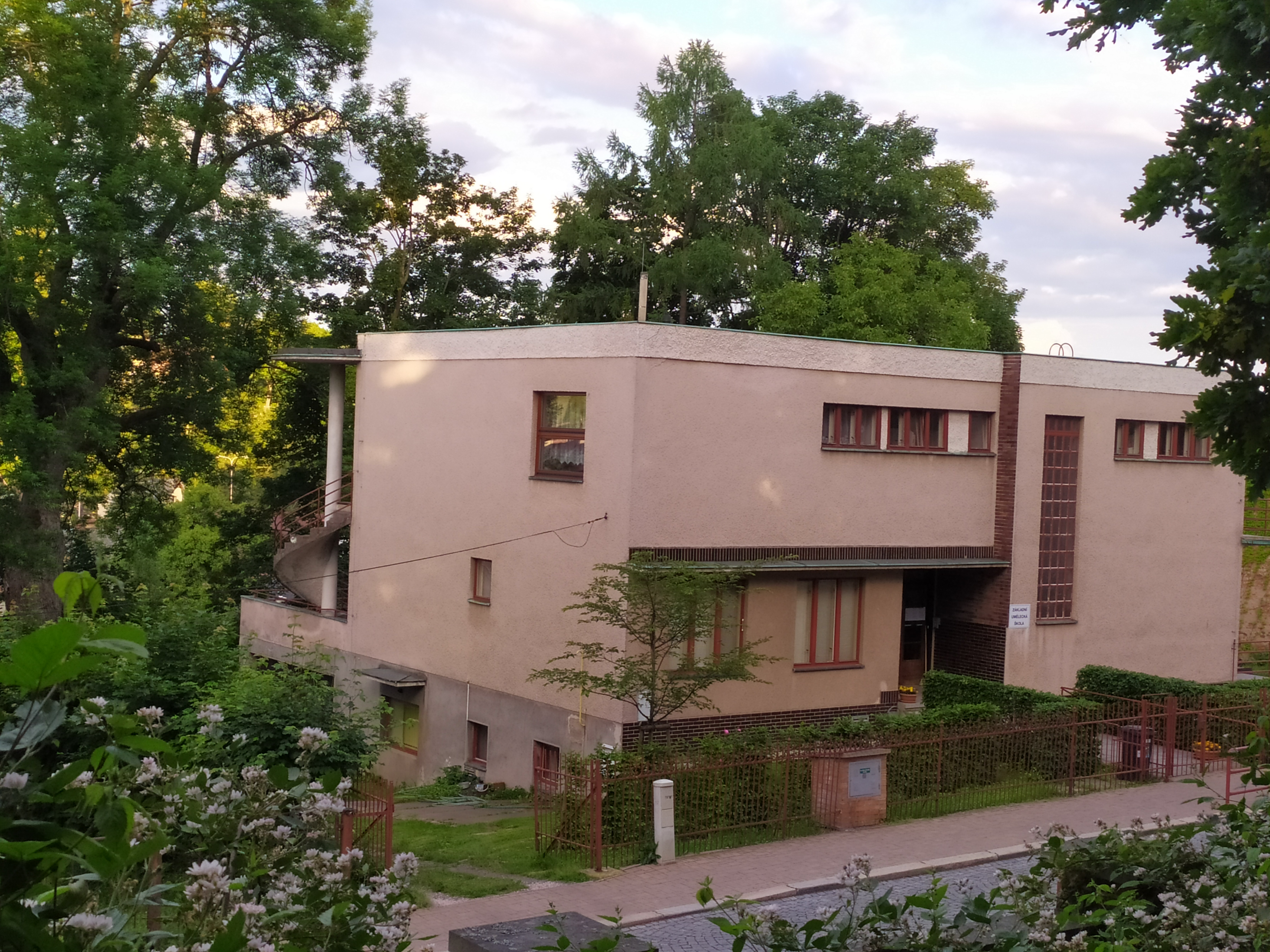
Fischerova vila - vlevo je dobře viditelné schodiště

Na místě vily stála dříve roubená stavba, zvaná Stará fara. O její likvidaci se vedly spory, nakonec však bylo uznáno, že rekonstrukce je nemožná a stavba byla stržena. Zde si pak novopacký rodák, MUDr. Jiří Fischer, nechal v letech 1933 až 1934 postavit funkcionalistickou vilu dle návrhu architekta Václava Kolátora. Na projektové dokumentaci je uveden ještě Vladimír Frýda a firma Alois Vavrouš a syn. Je však pravděpodobné, že Frýda a Vavrouš se na stavbě podíleli jen jako stavitelé.
Jiří Fischer ve vile dlouho nezůstal. Po Mnichovské dohodě a obsazení Sudet utekl (kvůli svým židovským kořenům) do Paraguaye. Mobiliář jeho vily byl rozebrán a většina nábytku se již nenašla. V lednu 1946 se Fischer vrátil do Jilemnice a snažil se bezvýsledně najít vybavení svého domu.
Později ve vile sídlila mateřská školka a po rekonstrukci v roce 1982 objekt získala tehdejší lidová škola umění, dnešní ZUŠ. Sídlil v něm i sekretariát KSČ v Jilemnici. Ta ji používá dodnes.

## Popis
Kompaktní budova se směrem do Valdštejnské ulice obrací strohým průčelím s několika málo okny, z nichž vyniká vertikální okno osvětlující schodiště. Tento strohý výraz kontrastuje s částí obrácenou do zahrady. Na střeše garáže v suterénu je umístěna velká terasa, z níž lze po subtilním vřetenovém schodišti vystoupat na balkon v prvním patře a vstoupit do obytných pokojů. V suterénu nalezneme místnosti pro vodoléčbu či garáž pro dvě auta. V přízemí se nachází místnosti určené pro ordinace, kromě ordinace MUDr. Fischera zde sídlil i zubař. Horní patro je obytné a sloužilo pro rodinu doktora Fischera. Kolem horního patra po celém východním a jižním průčelí obíhala terasa, spojená vřetenovým schodištěm s terasou dolní a se zahradou.